# Rai Storia
Rai Storia – włoska stacja telewizyjna o tematyce historycznej, należąca do spółki Radiotelevisione Italiana, jak i "siostra" stacji Rai Scuola.

## Historia Rai Storia
Rai Storia wystartowała 1 października 2000 roku jako Rai Educational Due. 2 lutego 2009 przekształcono nazwę Rai Edu 2 w Rai Storia.

## Logo
01.10.2000 → 01.02.2009:
Kokardka obrócona o 45° w lewo i otoczona napisami Rai i Edu2.
02.02.2009 → 17.05.2010:
Granatowy kwadrat z kokardką z loga RAI i zielonych konturach, a obok zielony kwadrat z granatowym napisem Storia.
18.05.2010 → dzisiaj:
Zielony kwadrat z białym napisem RAI, a obok zielony napis Storia.

## Ciekawostki
- Rai Edu Due potocznie było nazywane Rai Edu Lab Due.